# Gravataí
Gravataí (genoemd naar een veel voorkomende bloem in de regio) is een Braziliaanse stad nabij Porto Alegre in de staat Rio Grande do Sul. De populatie in deze stad ligt rond de 275.000.
Er is een General Motors-fabriek.

## Aangrenzende gemeenten
De gemeente grenst aan Alvorada, Cachoeirinha, Glorinha, Novo Hamburgo, Sapucaia do Sul, Taquara en Viamão.

## Galerij

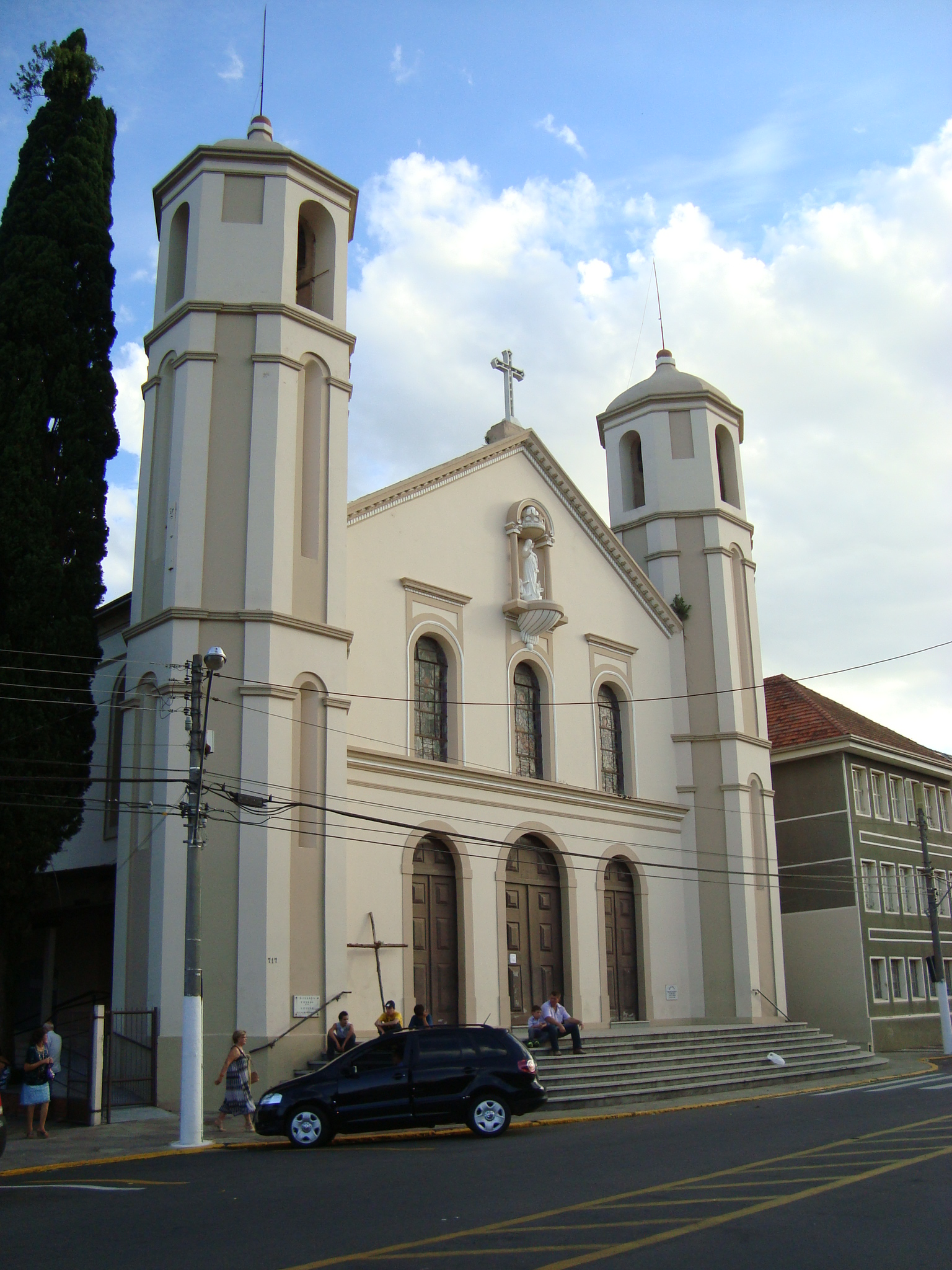
Katholieke kerk Nossa Senhora dos Anjos in Gravataí